# Lewannick
 (septembre 2023).
Lewannick est une paroisse civile et un village des Cornouailles, en Angleterre.